# Eryk Rodzik
Eryk Rodzik, né le 26 mai 1992, est un taekwondoïste polonais. Il évolue dans les catégories de poids -58 kg.

## Palmarès

### Championnats d'Europe
- Médaille de bronze en 2012 à Manchester (Royaume-Uni), en catégorie -58 kg.